# مهرداد شکرابی
مهرداد شکرابی (زاده ۱۵ تیر ۱۳۳۹، تهران) چهره‌پرداز اهل ایران است.

## فیلم‌شناسی

### طراح چهره‌پردازی
- دوازده صندلی (۱۳۹۰)
- برگ برنده (۱۳۸۲)
- مزاحم (۱۳۸۰)
- رقص شیطان (۱۳۷۹)
- بوی کافور، عطر یاس (۱۳۷۸)
- شهر زنان (۱۳۷۷)
- روزی که هوا ایستاد (۱۳۷۶)
- ساغر (۱۳۷۶)
- همسر (۱۳۷۲)

### چهره‌پرداز
- شاعر زباله‌ها (۱۳۸۴)
- دو فرشته (۱۳۸۱)
- هفت ترانه (۱۳۸۰)
- جوانمرد (۱۳۷۵)
- عشق گمشده (۱۳۷۵)
- چهره (۱۳۷۴)
- روزهای خوب زندگی (۱۳۷۳)
- کیمیا (۱۳۷۳)
- روز فرشته (۱۳۷۲)
- خانه خلوت (۱۳۷۰)
- نرگس (۱۳۷۰)
- عروس (۱۳۶۹)
- ای ایران (۱۳۶۸)
- ریحانه (۱۳۶۸)
- صنوبرهای سوزان (۱۳۶۸)
- ردپایی بر شن (۱۳۶۶)
- تصویر آخر (۱۳۶۵)
- گردباد (۱۳۶۴)

### چهره‌پردازی تلویزیون
- وزیر مختار
- امام علی
- زیر بازارچه
- نجات یافتگان
- مشق عشق،
- شبی از شب‌ها
- بدون شرح
- باغ مظفر
- مرد هزار چهره
- مرد دو هزار چهره
- قهوه تلخ

## جشنواره‌ها
- برنده سیمرغ بلورین بهترین چهره‌پردازی برای بوی کافور، عطر یاس در هجدهمین دوره جشنواره فیلم فجر. (۱۳۷۸)
- کاندید سیمرغ بلورین بهترین چهره‌پردازی برای فیلم ساغر در شانزدهمین دوره جشنواره فیلم فجر. (۱۳۷۶)
- کاندید بهترین چهره‌پردازی برای فیلم بوی کافور، عطر یاس در چهارمین دوره جشن خانه سینما. (۱۳۷۹)
- کاندید بهترین چهره‌پردازی برای فیلم ساغر در ششمین دوره جشن خانه سینما. (۱۳۸۱)